# أليسون باتريسيو
أليسون باتريسيو (بالبرتغالية: Allison Patrício‏) (ولد في 31 يناير 1986) هو لاعب كرة قدم برازيلي يلعب في مافرا.

## المسيرة الرياضية
لعب لأول مرة في دوري الدرجة الثانية في مافرا في 8 أغسطس 2015 ضد جيل فيسنتي.